# Breuilaufa
Breuilaufa ist eine Gemeinde mit 114 Einwohnern (Stand 1. Januar 2022) im Norden des Départements Haute-Vienne in Frankreich. Die Einwohner nennen sich „Breuilaufais“.

## Lage
Nachbargemeinden sind Berneuil im Norden, Chamboret im Osten und Vaulry im Süden und Westen. Das Gemeindegebiet wird vom Flüsschen Glayeule tangiert.

## Geschichte
Die Leiche des SS-Sturmbannführers Helmut Kämpfe, dessen Entführung zum Massaker von Oradour-sur-Glane führte, wurde im Ort anonym begraben, ehe seine sterblichen Überreste 1963 auf den Soldatenfriedhof von Berneuil umgebettet wurden.

## Bevölkerungsentwicklung
| Jahr      | 1962 | 1968 | 1975 | 1982 | 1990 | 1999 | 2007 |
| --------- | ---- | ---- | ---- | ---- | ---- | ---- | ---- |
| Einwohner | 96   | 105  | 100  | 75   | 88   | 117  | 140  |

## Sehenswürdigkeiten
- Die Dorfkirche „Église de la Décollation-de-Saint-Jean-Baptiste“ wurde im 13. Jahrhundert gebaut. Sie ist seit dem 13. Dezember 1978 als historisches Monument anerkannt.
- Zwei der fünf trapezförmig angeordneten Dolmen de la Betoulle befinden sich auf dem Gemeindegebiet Breuilaufa. Sie wurden am 21. Juni 1982 als historische Monumente anerkannt.